# Porsche alvázszámok 1980-tól
1980-ban a Porsche is csatlakozott az az ISO 3779-es szabvány 17 karakteres egységes alvázszám rendszeréhez. A járművek nemzetközileg egységes alvázszámozási rendszere 17 karakterből álló sorozat, ami egyértelműen meghatározza az adott jármű összes gyártáskori paraméterét. Korábban a Porsche is – mint minden gyártó – egyedileg számozta járműveit. Ez az autószervizeknek és a hatóságoknak megnehezítette a nyilvántartást hiszen akár azonos számokat is kaphatott több, teljesen eltérő gyártó járműve is.

## Az alvászszámok felépítése
1. a gyártó kódja

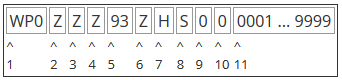
egy Porsche 911 turbo (930) alvázszámának felépítése

  - az első W karakter a gyártó országát jelöli, az 1980-ban bevezetett egyezmény idején megkülönböztetendő Német Demokratikus Köztársaság-ot és Nyugat-Németországot utóbbi a W jelölést kapta (West Germany), a második karakter mindig P, a gyártó Porsche kódja, a harmadik karakter 0 vagy 1
    - WP0 = Porsche sportautók, Taycan
    - WP1 = Porsche egyéb (például: Cayenne, Panamera, Macan)
2. karosszériakód (kizárólag USA/Kanada piacokon, egyébként Z helyőrző karakterrel feltöltve)
  - Z = helyőrző
  - A = kupé, B = Targa, C = kabrió
  - 2003-tól: J = kupé, K = kabrió
3. motorvariáns kódja (kizárólag USA/Kanada piacokon, egyébként Z helyőrző karakterrel feltöltve)
  - Z = helyőrző
4. utasbiztonsági rendszerek kódja (kizárólag USA/Kanada piacokon, egyébként Z helyőrző karakterrel feltöltve)
  - 0 = biztonsági öv, 2 = légzsák biztonsági övvel
  - 2003-tól: E = utasoldali légzsák nélkül, F = utasoldali légzsákkal
5. típusmegjelölés (lásd: 9-es blokk)
  - példák: 93+0 911 turbo, 98+6 = Boxster, 98+0 = Carrera GT, 9P+A = Cayenne
6. ellenőrző összeg (kizárólag USA/Kanada piacokon, egyébként Z helyőrző karakterrel feltöltve)
  - 0 - 9, X, Z = helyőrző
7. modellév[mj 1]
  - alfabetikus sorrendben betűk(I, O, Q, U és Z kihagyva): A = 1980, B = 1981, C = 1982–, H = 1987, J = 1988, K = 1989–, N = 1992, P = 1993, R = 1994–, X = 1999, Y = 2000; 2001-től futósorszám: 1 = 2001, 2= 2002..., 9 = 2009
8. gyártási telephely
  - S = Stuttgart, N = Neckarsulm, L = Lipcse, U = Uusikaupunki
9. típusmegjelölés (lásd: 5-ös blokk)
  - példák: 93+0 Porsche 911 turbo, 98+6 = Porsche Boxster, 98+0 = Porsche Carrera GT, 9P+A = Cayenne
10. karosszéria és motor kód (építési sorozat)
11. öt darab futósorszám (általában az első 60 darab fenntartva prototípusoknak, előszériás járműveknek)